# Râul Vârghiș, Cormoș
Râul Vârghiș este un afluent al râului Cormoș.

## Bazin hidrografic
Râul Vârghiș, Cormoș aparține bazinului hidrografic al râului Olt.

## Hărți
- Harta județului Harghita
- Harta județului Covasna
- Harta Munții Harghita  Arhivat în 20 iulie 2008, la Wayback Machine.
- Harta Munții Bodoc-Baraolt  Arhivat în 29 ianuarie 2014, la Wayback Machine.